# Pione (éponge)
Genre
Synonymes
- Archaeocliona Czerniavsky, 1878
- Cliona (Archaeocliona) Czerniavsky, 1880
- Clione sensu Nassonow, 1881
- Gapoda de Laubenfels, 1936
- Papillissa Lendenfeld, 1888

Pione  est un genre d'éponges de la famille Clionaidae. Les espèces de ce genre sont marines.

## Liste d'espèces
Selon World Register of Marine Species (14 mai 2016) :
- Pione abyssorum (Carter, 1874)
- Pione angelae Urteaga & Pastorino, 2007
- Pione carpenteri (Hancock, 1867)
- Pione cervina (Hancock, 1849)
- Pione concharum (Thiele, 1898)
- Pione dendritica (Hancock, 1849)
- Pione enigmatica Moraes, 2011
- Pione fryeri (Hancock, 1849)
- Pione gibraltarensis Austin, Ott, Reiswig, Romagosa & McDaniel, 2014
- Pione hancocki (Schmidt, 1862)
- Pione hixoni (Lendenfeld, 1886)
- Pione indica (Topsent, 1891)
- Pione lampa (de Laubenfels, 1950)
- Pione margaritiferae (Dendy, 1905)
- Pione mazatlanensis (Hancock, 1867)
- Pione muscoides (Hancock, 1849)
- Pione mussae (Keller, 1891)
- Pione rhabdophora (Hentschel, 1914)
- Pione rhombea (Hancock, 1849)
- Pione robusta (Old, 1941)
- Pione spinosa (Hancock, 1849)
- Pione spirilla (Old, 1941)
- Pione stationis (Nassonow, 1883)
- Pione truitti (Old, 1941)
- Pione vastifica (Hancock, 1849)
- Pione velans (Hentschel, 1909)